# Gryllus mzimba
Gryllus mzimba är en insektsart som beskrevs av Otte, D. 1987. Gryllus mzimba ingår i släktet Gryllus och familjen syrsor. Inga underarter finns listade i Catalogue of Life.